# Sistema de lançamento descartável

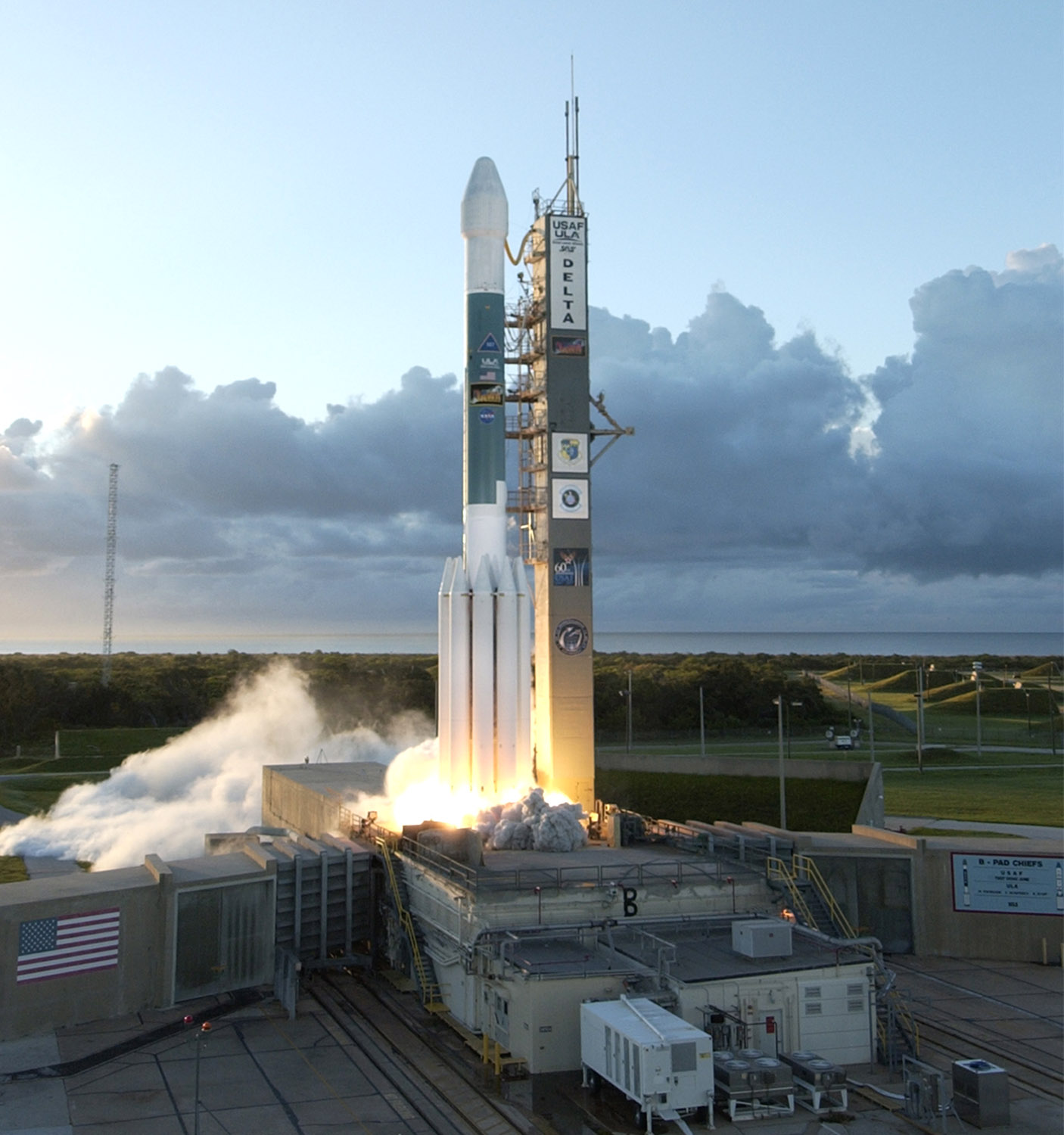
Um VLD Delta II lançando a sonda Dawn do Cabo Canaveral.

Um sistema de lançamento descartável (sigla SLD), em inglês:  expendable launch system (sigla ELS) é um sistema de lançamento que usa um veículo de lançamento descartável (sigla VLD, em inglês:  expendable launch vehicle (sigla ELV) para conduzir cargas úteis ao espaço. Os veículos usados em sistemas de lançamento descartável, são projetados para ser usados uma única vez, ou seja, eles são descartados durante um único voo, e o seus componentes não são recuperados para reutilização. 
O veículo normalmente consiste de vários estágios, que vão sendo descartados um a um, enquanto o veículo ganha altitude e velocidade.